# Manobra de Mingazzini
A Manobra de Mingazzinié uma manobra realizada para a investigação de paresias pouco acentuadas de origem piramidal. Consiste em e posicionar o indivíduo em decúbito dorsal com as coxas verticalizadas e fletidas em ângulo reto com relação a bacia e as pernas  fletidas em ângulo reto com relação a coxa; o indivíduo deve permanecer nessa posição por 2 minutos, caso haja deficit ocorrera a queda progressiva, simétrica ou unilateral, de pés, pernas e/ou coxas. Criada em 1914 pelo italiano Giovanni Mingazzini, origem do epônimo

## ver também
- Manobra de Valsalva